# Patriarca de Constantinopla
El Patriarca de Constantinopla es el Patriarca Ecuménico de la Iglesia ortodoxa, con sede en la antigua ciudad de Constantinopla (hoy conocida como Estambul). El patriarca ecuménico es el representante y líder espiritual de los cristianos ortodoxos en todo el mundo. A diferencia de lo que ocurre con los papas en la Iglesia copta y en la Iglesia católica, su cargo tiene el estatus de ser primus inter pares (primero entre iguales) entre los jefes de las diversas iglesias autocéfalas, por lo que le compete presidir los concilios en los que toma parte, tiene la autoridad exclusiva de reconocer nuevos patriarcados y es el principal portavoz de la Iglesia ortodoxa, pero no tiene jurisdicción en los asuntos internos de los otros patriarcados de la Iglesia ortodoxa.
Además de ser el líder formal honorario de 300 millones de cristianos ortodoxos repartidos por todo el mundo, es el jefe de la Iglesia ortodoxa de Constantinopla, con cerca de cuatro millones de fieles en varios países. El Patriarca es considerado sucesor de Andrés el Apóstol tal como el Patriarca de Roma es considerado sucesor de su hermano, Simón Pedro y los patriarcas de Alejandría son considerados sucesores de Marcos el Evangelista, discípulo de San Pedro.
La sede del patriarcado, el Patriarcado Ecuménico de Constantinopla, es una de las instituciones más perdurables del mundo y ha desempeñado un papel destacado en la historia universal. En la antigüedad, los patriarcas ecuménicos contribuyeron a la difusión del cristianismo y a la resolución de diversas disputas doctrinales. En la Edad Media , desempeñaron un papel fundamental en los asuntos de la Iglesia Ortodoxa Oriental, así como en la política del mundo ortodoxo y en la difusión del cristianismo entre los eslavos . Actualmente, además de la expansión de la fe cristiana y la doctrina ortodoxa oriental , los patriarcas participan en el ecumenismo, el diálogo interreligioso , la caridad y la defensa de las tradiciones cristianas ortodoxas.

## Historia

### Establecimiento del patriarcado
Según la tradición, la diócesis de Bizancio fue establecida en el año 38, luego de que Andrés el Apóstol, a quien se atribuye la fundación de esta Iglesia, predicara por Asia Menor. Cuando en 324 el emperador romano Constantino I decidió fijar su nueva capital en Bizancio dándole el nombre de Constantinopla, la primacía de la Iglesia la ostentaba el obispo de Roma. Entonces Constantino convocó en 325 el Primer Concilio Ecuménico celebrado en Nicea, en el que, además de tomar decisiones doctrinales, se procedió a organizar la Iglesia en metropolitanatos y diócesis, y se les otorgó el mismo rango a las futuras sedes patriarcales de Roma, Alejandría y Antioquía, cuyos titulares recibieron el nombre de arzobispos. La diócesis de Bizancio quedó como sufragánea de la arquidiócesis de Heraclea, cabeza del exarcado de Europa. La ciudad de Constantinopla fue inaugurada el 1 de mayo de 330 y la diócesis fue elevada a arquidiócesis.
En el Segundo Concilio Ecuménico celebrado en Constantinopla en 381, se estableció que el obispo de Constantinopla debía tener la precedencia de honor tras el obispo de Roma. Debido a que esta decisión fue tomada por presiones imperiales, el Patriarcado de Alejandría presentó su protesta, ya que en el primer concilio se había decidido que el obispo de Alejandría tendría la precedencia de honor tras el de Roma.

### Cismas
La confirmación del despojo de la sede de Alejandría por presiones del poder imperial sobre la Iglesia, además de las resoluciones tomadas en el Concilio de Calcedonia sobre las disputas cristológicas que tenían lugar en ese momento, hicieron que el patriarca de Alejandría Timoteo Eluro en el año 457 excomulgara al patriarca de Constantinopla y al resto de los patriarcas, separando su patriarcado del resto de la Iglesia y dando origen a la Iglesia copta. Luego, el intento de Constantinopla por terminar con la división religiosa del Imperio aceptando el miafisismo, llevó al cisma acaciano entre Oriente y Occidente desde 482 hasta 519.
Con el fin del Imperio romano de Occidente el 4 de septiembre de 476, Roma quedó fuera del control imperial y el patriarca de Constantinopla pasó a ser referido como patriarca ecuménico, tal como fue usado en un concilio oriental en 536 y se oficializó en otro en 587. Esto llevó a una ruptura temporal de la comunión con Roma. Otra ruptura se produjo con el decreto iconoclasta del patriarca de Constantinopla en 730, rechazado por el papa, por lo que el emperador iconoclasta León III trasfirió de la jurisdicción patriarcal de Roma a la de Constantinopla el Ilírico Oriental, el sur de Italia y Sicilia. El Concilio de Nicea II en 787 condenó la iconoclastia, pero esta solo finalizó en marzo de 843, tras haberse destruido gran cantidad de íconos e imágenes de santos.
En 911 el metropolitano búlgaro de Preslav se declaró patriarca, lo cual fue rechazado por el patriarca de Constantinopla hasta un tratado en 927, pero fue abolido en 971. En 976 otro patriarcado búlgaro fue establecido en resistencia en Ohrid, pero en 1018 fue abolido y reemplazado por una arquidiócesis autocéfala que perdió su naturaleza búlgara y pasó a ser de carácter griega.
La elección del patriarca Focio llevó a un cisma con Roma desde 863 al 867. Otro cisma se produjo desde 1009 hasta 1012 por la controversia por la inclusión en Occidente de la cláusula Filioque, esta controversia y el reclamo de la primacía universal por parte del papa llevó a la ruptura definitiva de la relación con Roma en el Gran Cisma de 1054, cuando el 16 de julio de ese año el legado papal excomulgó al patriarca Miguel I Cerulario, y este le respondió de igual manera al día siguiente. Los otros 3 patriarcados orientales de Alejandría, Antioquia y Jerusalén se mostraron a favor del patriarca de Constantinopla y rompieron oficialmente con el papa pocos años después.

### Tutela otomana
El sultán Mehmed II se proclamó emperador y el 6 de enero de 1454 permitió la elección de un nuevo patriarca de Constantinopla, Genadio II, iniciándose la tutela otomana del patriarcado. El patriarca fue reconocido como líder civil de los cristianos ortodoxos griegos del Imperio.
Tras la conquista de Serbia por el Imperio otomano, en 1459 el patriarcado de Peć fue abolido y anexado a la arquidiócesis de Ohrid dependiente de Constantinopla, pero fue restablecido en 1557. En 1484, un concilio ortodoxo en Constantinopla rechazó la unión acordada en Florencia. En 1517 los otomanos conquistan Damasco, Jerusalén y Alejandría, por lo que con el tiempo la autocefalia de los 3 patriarcados fue virtualmente abolida. El sínodo de Constantinopla eligió al patriarca de Alejandría desde 1620 hasta 1865; de Antioquía desde 1724 hasta 1885 y de Jerusalén desde 1661 a 1845. En 1571, los otomanos conquistaron Chipre expulsando a la jerarquía latina y anulando la unión de los ortodoxos con el papa en la isla, por lo que el patriarca ecuménico restableció la autocefalia de la Iglesia de Chipre. El 5 de febrero de 1589, el patriarca ecuménico reconoció la autocefalia y al patriarcado de la Iglesia ortodoxa rusa en Moscú. El 22 de febrero de 1593, un concilio ortodoxo en Constantinopla confirmó la autocefalia rusa, condenó como herejía al purgatorio y rechazó la fecha de la pascua gregoriana.
En noviembre de 1757, el metropolitanato de Alepo fue transferido de la jurisdicción de Antioquía a la de Constantinopla. En mayo de 1763 se puso fin el gobierno absoluto del patriarca sobre la Iglesia de Constantinopla, debiendo desde entonces tomar las decisiones importantes en acuerdo de 3 metropolitanos superiores. El 22 de septiembre de 1766, el patriarcado de Peć fue nuevamente abolido y su territorio anexado al de Constantinopla. El 27 de enero de 1767 fue también abolida la arquidiócesis autocéfala de Ohrid y sus metropolitanatos agregados a Constantinopla, con excepción del de Montenegro que se declaró autocéfalo al estar fuera del Imperio otomano. Tras la anexión de Crimea por el Imperio ruso, en 1783 el patriarcado ecuménico transfirió a la Iglesia rusa los metropolitanatos de Gothia y de Kaphas. 
En 1821, comenzó la guerra de independencia de Grecia y las autoridades otomanas ejecutaron a la jerarquía ortodoxa de Chipre y de Creta, que luego fue restaurada por el patriarcado ecuménico. El 29 de agosto de 1831, el patriarcado ecuménico volvió a reconocer la autocefalia de la Iglesia ortodoxa serbia. El 4 de agosto de 1833, la Iglesia ortodoxa griega se proclamó unilateralmente autocéfala, siendo reconocida por el patriarcado ecuménico el 11 de julio de 1850. El 18 de julio de 1860, el patriarcado abandonó el gobierno de metropolitanos superiores y aceptó la inclusión de laicos en la elección patriarcal. El 14 de diciembre de 1864, la Iglesia ortodoxa rumana se proclamó autocéfala, lo que fue rechazado por el patriarcado de Constantinopla hasta el 7 de mayo de 1885. En 1864, las islas Jónicas fueron cedidas a Grecia por el Reino Unido, por lo que el patriarcado ecuménico transfirió sus jurisdicción sobre ellas a la Iglesia ortodoxa griega. El 11 de marzo de 1870, el Gobierno otomano aceptó la creación del exarcado búlgaro, estableciéndose la Iglesia ortodoxa búlgara, pero el patriarcado ecuménico no la reconoció y un concilio el 18 de septiembre de 1872 la declaró cismática. El 13 de febrero de 1879, el patriarcado de Constantinopla transfirió a la Iglesia serbia su jurisdicción sobre los nuevos territorios que pasaron a Serbia y el 1 de noviembre de 1879 reconoció su autocefalia. En 1881, Tesalia pasó a Grecia y el patriarcado ecuménico transfirió su jurisdicción a la Iglesia griega.
En agosto de 1888, el metropolitanato de Alepo fue restituido al patriarcado de Antioquía. El 27 de octubre de 1900 la Iglesia de Creta recibió la semiautonomía. En 1908, se produjo la independencia de Bulgaria, que anexó territorios otomanos y expulsó a la población griega, por lo que la Iglesia búlgara anexó a los metropolitanatos dependientes del patriarcado ecuménico en esos territorios. Entre 1912 y 1913, la guerra de los Balcanes hizo que Grecia se apoderara de Epiro, Tracia occidental, Macedonia y las islas del mar Egeo, que constituyeron los nuevos territorios de Grecia. El patriarcado ecuménico no cedió su jurisdicción sobre ellos, mientras que el exarcado búlgaro anexó a su jurisdicción los nuevos territorios ocupados por Bulgaria. El 1 de abril de 1919, Constantinopla aceptó la autocefalia serbia (incluyendo también a Montenegro) y el 12 de septiembre de 1920 reconoció su estatus patriarcal y le cedió los metropolitanatos de Bosnia y de los nuevos territorios serbios. El 25 de septiembre de 1922, la Iglesia ortodoxa de Albania se declaró autocéfala unilateralmente. El 9 de mayo de 1922, fue establecida la arquidiócesis autónoma de Norte y Sur América.

### Tutela turca y expansión
El 25 de noviembre de 1922, Grecia restituyó a Turquía Tracia oriental, previa evacuación de la población ortodoxa. El 1 de noviembre de 1922, fue abolido el sultanato otomano y proclamada la República de Turquía, que el 6 de octubre de 1923 recuperó Constantinopla (ocupada por las potencias aliadas desde el 13 de noviembre de 1918). El 3 de marzo de 1923, el patriarca ecuménico declaró autónoma a la Iglesia ortodoxa de Checoslovaquia y el 7 de julio de 1923 aceptó como autónomas en su jurisdicción a las Iglesias de Estonia y de Finlandia (separadas de la jurisdicción rusa). El 13 de noviembre de 1924, declaró autocéfala a la Iglesia ortodoxa de Polonia.
En 1923, Grecia y Turquía intercambian población, quedando vacíos de fieles ortodoxos 38 de los 42 metropolitanatos del patriarcado de Constantinopla en territorio turco. Los griegos ortodoxos solo pudieron permanecer en Estambul, Tracia oriental y las islas de Imbros y Ténedos. El Gobierno turco retiró el reconocimiento al patriarcado como ecuménico y solo lo reconoce como líder de los griegos ortodoxos de Turquía. El patriarca debió crear 10 metropolitanatos temporales en los nuevos territorios griegos para algunos de los metropolitanos exiliados de Turquía. En 1923, un concilio ortodoxo permitió que las Iglesias autocéfalas adoptaran el calendario juliano revisado, a excepción del cálculo para la fecha de la Pascua. El 23 de marzo de 1924, el patriarcado de Constantinopla adoptó el nuevo calendario, a excepción de los monasterios del Monte Athos. El 4 de febrero de 1925, el patriarcado ecuménico reconoció al patriarcado rumano.
El 4 de septiembre de 1928, la administración de los metropolitanatos de los nuevos territorios griegos fue cedida a la Iglesia ortodoxa griega. El 14 de diciembre de 1930, algunas parroquias ortodoxas ucranianas pasaron a la jurisdicción de Constantinopla en Estados Unidos. El 10 de enero de 1931, fue abolida la autonomía de la arquidiócesis de Norte y Sur América. En febrero de 1936, la Iglesia ortodoxa de Letonia fue aceptada como autónoma en la jurisdicción de Constantinopla (separada de la Iglesia ortodoxa rusa), pero fue abolida junto a la de Iglesia ortodoxa de Estonia el 30 de marzo de 1941 al ser anexados esos países a la Unión Soviética. Tras la anexión alemana, las Iglesias de Letonia (el 30 de junio de 1941) y Estonia (el 20 de julio de 1941) recuperaron su autonomía, perdiéndola nuevamente con la reocupación soviética el 17 de julio de 1942 y el 9 de marzo de 1945, respectivamente (véase Ocupación de las repúblicas bálticas). Sus jerarquía permanecieron en el exilio desde entonces. El 30 de marzo de 1937, fue aceptada la autocefalia de la Iglesia ortodoxa de Albania y el 22 de febrero de 1945 del exarcado de Bulgaria. En 1948, los comunistas disolvieron a la Iglesia ortodoxa checoslovaca, pero el 23 de noviembre de 1951 fue declarada autocéfala por el patriarcado de Moscú, lo cual fue rechazado por Constantinopla hasta el 27 de agosto de 1998.
El 7 de diciembre de 1965, el papa Pablo VI y el patriarca Atenágoras I se reunieron y revocaron los mutuos anatemas de 1054, siendo la primera reunión desde 1439. En agosto de 1971, el Gobierno de Turquía cerró el último seminario ortodoxo en el país (en la isla de Halki) y nunca volvió a permitir su reapertura. El 11 de marzo de 1995, la Iglesia ortodoxa ucraniana en Australia, Estados Unidos y Europa occidental aceptó la jurisdicción de Constantinopla. El 8 de enero de 1991, el patriarcado designó un exarca para restablecer la Iglesia ortodoxa de Albania, aniquilada por los comunistas en 1967 y el 22 de junio de 1992 fue restablecida su autocefalia. El 22 de febrero de 1996, el patriarcado restableció la autonomía de la Iglesia de Estonia, lo que fue rechazado por la Iglesia rusa.
El exarcado patriarcal para las parroquias de tradición rusa en Europa Occidental tuvo a su frente un arzobispo con sede en París. Aceptó la jurisdicción del patriarcado ecuménico el 17 de febrero de 1931 y fue abolido el 27 de noviembre de 2018. Los miembros del exarcado se negaron a su supresión y se incorporaron al patriarcado de Moscú, que el 7 de octubre de 2019 creó con ellos la arquidiócesis de las parroquias de Europa occidental del patriarcado de Moscú.

## Lista de los obispos, arzobispos y patriarcas de Constantinopla
A lo largo de la historia los titulares de la sede de Bizancio o Constantinopla han sido los siguientes:

### Siglos I al V

#### SigloI
| Patriarcado | Nombre             | Comentarios |
| ----------- | ------------------ | --- |
| Fundador    | San Andrés         | Discípulo de Jesús, apodado "Protoclitos" ("El primer llamado"), hermano de Simón Pedro. Murió en Grecia, crucificado en cruz con forma de X |
| 38 – 54     | Estacio el Apóstol | Primer obispo de Bizancio |
| 54 – 68     | Onésimo            | (?) |
| 69 – 89     | Policarpo I        | (?) |
| 89 – 105    | Plutarco           | (?) |

#### SigloII
| Patriarcado | Nombre       | Comentarios                                                                                               |
| ----------- | ------------ | --- |
| 105 – 114   | Sedecio      | (?) |
| 114 – 129   | Diógenes     | (?) |
| 129 – 136   | Eleuterio    | (?) |
| 136 – 141   | Félix        | (?) |
| 141 – 144   | Policarpo II | (?) |
| 144 – 148   | Atenodoro    | (?) |
| 148 – 154   | Euzois       | (?) |
| 154 – 166   | Lorenzo      | (?) |
| 166 – 169   | Alipio       | (?) |
| 169 – 187   | Pertinax     | (?) |
| 187 – 198   | Olimpio      | Bizancio fue ocupada por Septimio Severo para hacer frente a las tropas del usurpador Cayo Pescenio Níger |
| 198 – 211   | Marcos I     | (?) |

#### SigloIII
| Patriarcado | Nombre    | Comentarios                                                                                    |
| ----------- | --------- | ---------------------------------------------------------------------------------------------- |
| 211 – 217   | Filadelfo | (?)                                                                                            |
| 217 – 230   | Ciríaco I | (?)                                                                                            |
| 230 – 237   | Castino   | (?)                                                                                            |
| 237 – 242   | Eugenio I | (?)                                                                                            |
| 242 – 272   | Tito      | Su episcopado estuvo marcado por las persecuciones de los emperadores Decio y la de Valeriano. |
| 272 – 284   | Domecio   | (?)                                                                                            |
| 284 – 293   | Rufino I  | (?)                                                                                            |
| 293 – 306   | Probo     | (?)                                                                                            |

#### SigloIV
| Patriarcado | Nombre                    | Comentarios |
| ----------- | ------------------------- | --- |
| 306 – 314   | Metrófanes                | (?) |
| 314 – 337   | Alejandro                 | Durante su episcopado, El emperador Constantino I el Grande refunda Bizancio, convirtiéndola en la nueva capital imperial: Constantinopla, deja de ser obispo de Bizancio para ser arzobispo de Constantinopla                                                                     |
| 337 – 339   | Pablo I                   | (?) |
| 339 – 341   | Eusebio de Nicomedia      | (?) |
| 341 – 342   | Pablo I (2.º período)     | (?) |
| 342 – 346   | Macedonio I               | (?) |
| 346 – 351   | Pablo I (3.er período)    | (?) |
| 351 – 360   | Macedonio I (2.º período) | (?) |
| 360 – 370   | Eudosio de Antioquía      | (?) |
| 370 / 379   | Demófilo                  | (?) |
| 370 / 379   | Evagrio                   | (?) |
| 380         | Máximo I                  | (?) |
| 379 – 381   | Gregorio I "el Teólogo"   | Integrante de los Tres grandes jerarcas de la iglesia ortodoxa, doctor de la Iglesia católica. Durante su episcopado se celebró el Concilio de Constantinopla I, entre otras cosas se decidió que Constanstinopla, por ser la "Nueva Roma", secunda a Roma en la primacía de honor |
| 381 – 397   | Nectario                  | Se consolida la división del Imperio Romano de Oriente y del Imperio romano de Occidente |
| 398 – 404   | Juan I "Crisóstomo"       | Integrante de los Tres grandes jerarcas de la iglesia ortodoxa, doctor de la Iglesia católica |

#### SigloV
| Patriarcado | Nombre           | Comentarios |
| ----------- | ---------------- | --- |
| 404 – 405   | Arsacio de Tarso | (?) |
| 406 – 425   | Ático            | (?) |
| 426 – 427   | Sisinio I        | (?) |
| 428 – 431   | Nestorio         | (?) |
| 431 – 434   | Maximiano        | (?) |
| 434 – 446   | Proclo           | (?) |
| 446 – 449   | Flaviano         | (?) |
| 449 – 458   | Anatolio         | Durante su episcopado se celebró el IV Concilio Ecuménico de Calcedonia, en el cual el Patriarcado de Constantinopla se igualó de rango con Roma, manteniendo Roma el Primus inter pares |
| 458 – 471   | Genadio I        | (?) |
| 471 – 488   | Acacio           | (?) |
| 488 – 489   | Fravitas         | (?) |
| 489 – 495   | Eufemio          | (?) |
| 495 – 511   | Macedonio II     | (?) |

#### SigloVI
| Patriarcado | Nombre                 | Comentarios                                                                                                   |
| ----------- | ---------------------- | --- |
| 511 – 518   | Timoteo I              | (?) |
| 518 – 520   | Juan II                | (?) |
| 520 – 535   | Epifanio I             | (?) |
| 535 – 536   | Antimo I               | (?) |
| 536 – 552   | Menas                  | (?) |
| 552 – 565   | Eutiquio               | Presidió el V Concilio Ecuménico de Constantinopla II                                                         |
| 565 – 577   | Juan III               | (?) |
| 577 – 582   | Eutiquio (2.º período) | (?) |
| 582 – 595   | Juan IV                | Fue el primer patriarca de Constantinopla en denominarse con el título de "ecuménico", que utilizan hasta hoy |
| 596 – 606   | Ciríaco                | (?) |

#### SigloVII
| Patriarcado | Nombre        | Comentarios |
| ----------- | ------------- | --- |
| 607 – 610   | Tomás I       | Durante su breve episcopado, una profecía anunció una nueva fase de la división en la Iglesia y una invasión bárbara. Ambos se llevaría a cabo después de su muerte, la controversia monotelita y la guerra contra el Imperio sasánida. |
| 610 – 638   | Sergio I      | (?) |
| 638 – 641   | Pirro I       | (?) |
| 641 – 653   | Pablo II      | (?) |
| 654 – 666   | Pedro         | Monotelita, fue condenado como hereje por el Concilio de Constantinopla III. |
| 667 – 669   | Tomás II      | (?) |
| 669 – 675   | Juan V        | (?) |
| 675 – 677   | Constantino I | (?) |
| 677 – 679   | Teodoro I     | (?) |
| 679 – 686   | Jorge I       | (?) |
| 687 – 693   | Pablo III     | (?) |
| 693 – 705   | Calínico I    | (?) |

#### SigloVIII
| Patriarcado | Nombre         | Comentarios |
| ----------- | -------------- | --- |
| 705 – 711   | Ciro           | (?) |
| 712 – 715   | Juan VI        | (?) |
| 715 – 730   | Germano I      | Creador del himno Acatisto a la Madre de Dios                                                                                                 |
| 730 – 754   | Anastasio      | (?) |
| 754 – 766   | Constantino II | Fue elegido por el Concilio de Hieria. Implicado en un complot contra la vida de Constantino V Coprónimo, fue arrestado, cegado y decapitado. |
| 766 – 780   | Nicetas        | (?) |
| 780 – 784   | Pablo IV       | (?) |
| 784 – 806   | Tarasio        | Presidió el VII Concilio Ecuménico |

#### SigloIX
| Patriarcado | Nombre                            | Comentarios |
| ----------- | --------------------------------- | --- |
| 806 – 815   | Nicéforo I                        | Iconódulo |
| 815 – 821   | Teodoto I                         | (?) |
| 821 – 836   | Antonio I                         | (?) |
| 836 – 843   | Juan VII                          | (?) |
| 843 – 847   | Metodio I                         | (?) |
| 847 – 858   | Ignacio I                         | (?) |
| 858 – 867   | Focio I "el Grande"               | Cisma de Focio (863-867).                                                                                      |
| 867 – 877   | Ignacio I (2.º período)           | (?) |
| 877 – 886   | Focio I "el Grande" (2.º período) | Envió como misioneros a los santos Cirilo y Metodio a evangelizar la Europa oriental (especialmente Bulgaria). |
| 886 – 893   | Esteban I                         | (?) |
| 893 – 901   | Antonio II                        | (?) |

#### SigloX
| Patriarcado | Nombre                   | Comentarios |
| ----------- | ------------------------ | --- |
| 901 –907    | Nicolás I                | No aprobó el cuarto matrimonio del emperador bizantino León VI el Sabio, por lo cual este obtuvo la aprobación del papa Sergio III lo que provocó el llamado "Cisma de la tetragamia" |
| 907 – 912   | Eutimio I                | (?) |
| 912 –925    | Nicolás I (2.º período)  | (?) |
| 925 – 928   | Esteban II               | (?) |
| 928 – 931   | Trifón                   | (?) |
| 931 – 933   | Trono patriarcal vacante | (?) |
| 933 – 956   | Teofilacto               | Es hecho patriarca por su padre, Romano Lecapeno a los 16 años de edad. |
| 956 – 974   | Polieucto                | Bautizó a la princesa rusa Olga de Kiev cuando visitó Constantinopla en el año 957, siendo el primer paso para la cristianización de Rusia |
| 974 – 980   | Antonio III              | (?) |
| 980 – 984   | Trono patriarcal vacante | (?) |
| 984 – 996   | Nicolás II               | Durante su patriarcado se crea el himno Axion estín |
| 996 – 998   | Sisinio II               | Según cierta historiografía católica desde el Card. Baronio, sería quien habría abierto las hostilidades con Occidente a raíz del "Filioque" por medio de una carta encíclica contra los "latinos". Sin embargo, se demostró más tarde que tal texto era muy anterior, de tiempos del Cisma de Focio. |

### Siglos XI al XV

#### SigloXI
| Patriarcado | Nombre          | Comentarios |
| ----------- | --------------- | --- |
| 999 –1019   | Sergio II       | Fue durante el patriarcado de Sergio que el papa Benedicto VIII incluye la cláusula filioque en el Credo de Nicea, una vez más, causando fricción con la Sede de Constantinopla. |
| 1019 – 1025 | Eustaquio I     | (?) |
| 1025 – 1043 | Alejo I         | (?) |
| 1043 – 1058 | Miguel I        | En 1054, el papa de Roma León IX y el patriarca de Constantinopla Miguel I Cerulario se excomulgaron el uno al otro, dando comienzo al Cisma de Oriente. En una declaración conjunta realizada el 7 de diciembre de 1965, el papa Pablo VI y el patriarca ecuménico Atenágoras I decidieron «borrar de la memoria y de la Iglesia las sentencias de excomunión», no obstante, el cisma sigue vigente. |
| 1059 – 1063 | Constantino III | (?) |
| 1064 – 1075 | Juan VIII       | (?) |
| 1075 – 1081 | Cosme I         | (?) |
| 1081 – 1084 | Eustaquio II    | (?) |
| 1084 – 1111 | Nicolás III     | (?) |

#### SigloXII
| Patriarcado | Nombre                 | Comentarios                                                                                  |
| ----------- | ---------------------- | -------------------------------------------------------------------------------------------- |
| 1111 – 1134 | Juan IX                | (?)                                                                                          |
| 1134 – 1143 | León Estipes           | (?)                                                                                          |
| 1143 – 1146 | Miguel II              | (?)                                                                                          |
| 1146 – 1147 | Cosme II               | (?)                                                                                          |
| 1147 – 1151 | Nicolás IV             | (?)                                                                                          |
| 1151 – 1153 | Teodoto II             | (?)                                                                                          |
| 1153        | Neófito I              | (?)                                                                                          |
| 1154 – 1156 | Constantino V Cliareno | (?)                                                                                          |
| 1156 – 1169 | Lucas I                | (?)                                                                                          |
| 1170 – 1177 | Miguel III             | (?)                                                                                          |
| 1177 – 1178 | Caritón Eugeniotes     | (?)                                                                                          |
| 1179 – 1183 | Teodosio I Boradiotes  | (?)                                                                                          |
| 1183 – 1186 | Basilio I              | (?)                                                                                          |
| 1186 – 1189 | Nicetas II             | (?)                                                                                          |
| 1189 – 1190 | León II                | (?)                                                                                          |
| 1190 – 1191 | Dositeo                | (?)                                                                                          |
| 1191 – 1198 | Jorge II               | (?)                                                                                          |
| 1198 – 1206 | Juan X Camateros       | Durante su Patriarcado se produce el Saqueo de Constantinopla por parte de la Cuarta Cruzada |

#### SigloXIII
| Patriarcado | Nombre                   | Comentarios                                                               |
| ----------- | ------------------------ | ------------------------------------------------------------------------- |
| 1207 – 1213 | Miguel IV                | (?)                                                                       |
| 1213 – 1215 | Teodoro II               | (?)                                                                       |
| 1215        | Máximo II                | (?)                                                                       |
| 1215 – 1222 | Manuel I                 | (?)                                                                       |
| 1222 – 1240 | Germano II               | (?)                                                                       |
| 1240        | Metodio II               | (?)                                                                       |
| 1240 – 1244 | Trono patriarcal vacante | (?)                                                                       |
| 1244 – 1255 | Manuel II                | (?)                                                                       |
| 1255 – 1259 | Arsenio                  | (?)                                                                       |
| 1260 – 1261 | Nicéforo II              | (?)                                                                       |
| 1261 – 1267 | Arsenio (2.º período)    | (?)                                                                       |
| 1267        | Germano III              | (?)                                                                       |
| 1267 – 1275 | José I                   | (?)                                                                       |
| 1275 – 1282 | Juan XI                  | Prounionista con la Iglesia católica, participó en el Concilio de Lyon II |
| 1283 – 1289 | Gregorio II              | (?)                                                                       |
| 1289 – 1293 | Atanasio I               | (?)                                                                       |
| 1294 – 1303 | Juan XII                 | (?)                                                                       |

#### SigloXIV
| Patriarcado | Nombre                           | Comentarios |
| ----------- | -------------------------------- | ----------- |
| 1303 – 1310 | Atanasio I (2.º período)         | (?)         |
| 1310 – 1314 | Nefón I                          | (?)         |
| 1315 – 1320 | Juan XIII Gliquis                | (?)         |
| 1320 – 1321 | Gerásimo I                       | (?)         |
| 1323 – 1334 | Isaías                           | (?)         |
| 1334 – 1347 | Juan XIV Calecas                 | (?)         |
| 1347 – 1350 | Isidoro I                        | (?)         |
| 1350 – 1354 | Calixto I                        | (?)         |
| 1354 – 1355 | Filoteo I Coquinos               | (?)         |
| 1355 – 1363 | Calixto I (2.º período)          | (?)         |
| 1364 – 1376 | Filoteo I Coquinos (2.º período) | (?)         |
| 1376 – 1379 | Macario                          | (?)         |
| 1379 – 1388 | Basilio II Escamandrianos        | (?)         |
| 1389 – 1390 | Nilo I                           | (?)         |
| 1390 – 1391 | Macario (2.º período)            | (?)         |
| 1391 – 1397 | Antonio IV (2.º período)         | (?)         |
| 1397        | Calixto II                       | (?)         |
| 1397 – 1410 | Mateo I                          | (?)         |

#### SigloXV
| Patriarcado | Nombre                               | Comentarios |
| ----------- | ------------------------------------ | --- |
| 1410 – 1416 | Eutimio II                           | (?) |
| 1416 – 1439 | José II                              | Prounionista con la Iglesia católica, participó en el Concilio de Basilea-Ferrara-Florencia. Su encuentro con el papa Eugenio IV en 1439 durante la celebración del concilio fue el último encuentro entre un patriarca y un papa hasta 1964. |
| 1440 – 1443 | Metrófanes II                        | (?) |
| 1443 – 1450 | Gregorio III                         | Prounionista con la Iglesia católica, participó en el Concilio de Florencia |
| 1450 – 1453 | Atanasio II                          | (?) |
| 1453 – 1456 | Genadio II Escolarios                | Se produce la Caída de Constantinopla, a manos de los turcos otomanos poniendo fin al Imperio bizantino |
| 1456 – 1462 | Isidoro II                           | (?) |
| 1458        | Genadio II Escolarios (2.º período)  | (?) |
| 1462 – 1463 | Genadio II Escolarios (3.er período) | (?) |
| 1463 – 1464 | Sofronio I                           | (?) |
| 1464        | Josafat I                            | (?) |
| 1464        | Genadio II Escolarios (4.º período)  | (?) |
| 1464 – 1466 | Josafat I (2.º período)              | (?) |
| 1466        | Marcos II Jilokaraves                | (?) |
| 1466        | Simón I de Trebizonda                | (?) |
| 1466 – 1471 | Dionisio I                           | (?) |
| 1471 – 1474 | Simón I de Trebizonda (2.º período)  | (?) |
| 1475 – 1476 | Rafael I                             | (?) |
| 1476 – 1481 | Máximo III                           | (?) |
| 1481 – 1486 | Simón I de Trebizonda (3.er período) | (?) |
| 1486 – 1488 | Nefón II                             | (?) |
| 1489 – 1491 | Dionisio I (2.º período)             | (?) |
| 1491 – 1497 | Máximo IV                            | (?) |
| 1497 – 1498 | Nefón II (2.º período)               | (?) |
| 1498 – 1502 | Joaquín I                            | (?) |
| 1502        | Nefón II (3.er período)              | (?) |

### Siglos XVI al XX

#### SigloXVI
| Patriarcado | Nombre                       | Comentarios                                                                      |
| ----------- | ---------------------------- | -------------------------------------------------------------------------------- |
| 1503 – 1504 | Pacomio I                    | (?)                                                                              |
| 1504        | Joaquín I (2.º período)      | (?)                                                                              |
| 1504 – 1513 | Pacomio I (2.º período)      | (?)                                                                              |
| 1513– 1522  | Teolepto I                   | (?)                                                                              |
| 1522 – 1545 | Jeremías I                   | Locum tenens                                                                     |
| 1546        | Juanicio I                   | (?)                                                                              |
| 1546 – 1555 | Dionisio II                  | (?)                                                                              |
| 1555 – 1565 | Josafat II                   | (?)                                                                              |
| 1565 – 1572 | Metrófanes III               | (?)                                                                              |
| 1572 – 1579 | Jeremías II                  | (?)                                                                              |
| 1579 – 1580 | Metrófanes III (2.º período) | (?)                                                                              |
| 1580 – 1584 | Jeremías II (2.º período)    | (?)                                                                              |
| 1584 – 1585 | Pacomio II                   | (?)                                                                              |
| 1585 – 1586 | Teolepto II                  | (?)                                                                              |
| 1587 – 1595 | Jeremías II (3.er periodo)   | Se reconoce oficialmente la autocefalía del Patriarcado de Moscú y toda Rusia    |
| 1596        | Mateo II                     | (?)                                                                              |
| 1596        | Gabriel I                    | (?)                                                                              |
| 1597        | Teófanes I Karikes           | (?)                                                                              |
| 1597 – 1598 | Melecio I Pegas              | (?)                                                                              |
| 1598 – 1602 | Mateo II (2.º período)       | Se traslada la sede patriarcal a la Catedral patriarcal de San Jorge en el Fanar |

#### SigloXVII
| Patriarcado | Nombre                                  | Comentarios  |
| ----------- | --------------------------------------- | ------------ |
| 1602 – 1603 | Neófito II                              | (?)          |
| 1603        | Mateo II (3.er período)                 | (?)          |
| 1603 – 1607 | Rafael II                               | (?)          |
| 1607 – 1612 | Neófito II (2.º período)                | (?)          |
| 1612        | Cirilo I Lukaris                        | Locum tenens |
| 1612 – 1620 | Timoteo II                              | (?)          |
| 1620 – 1623 | Cirilo I Lukaris (2.º período)          | (?)          |
| 1623        | Gregorio IV                             | (?)          |
| 1623        | Antimo II                               | (?)          |
| 1623 – 1633 | Cirilo I Lukaris (3.er período)         | (?)          |
| 1633        | Cirilo II Kontares                      | (?)          |
| 1633 – 1634 | Cirilo I Lukaris (4.º período)          | (?)          |
| 1634        | Atanasio III Patelaro                   | (?)          |
| 1634 – 1635 | Cirilo I Lukaris (5.º período)          | (?)          |
| 1635 – 1636 | Cirilo II Kontares (2.º período)        | (?)          |
| 1637 – 1638 | Cirilo I Lukaris (6.º periodo)          | (?)          |
| 1638 – 1639 | Cirilo II Kontares (3.er período)       | (?)          |
| 1639 – 1644 | Partenio I                              | (?)          |
| 1644 – 1646 | Partenio II                             | (?)          |
| 1646 – 1648 | Juanicio II                             | (?)          |
| 1648 – 1651 | Partenio II (2.º período)               | (?)          |
| 1651 – 1652 | Juanicio II (2.º período)               | (?)          |
| 1652 – 1654 | Cirilo III                              | (?)          |
| 1653 – 1654 | Juanicio II (3.er período)              | (?)          |
| 1655 – 1656 | Juanicio II (4.º período)               | (?)          |
| 1656 – 1657 | Partenio III                            | (?)          |
| 1657        | Gabriel II                              | (?)          |
| 1659        | Teófanes II                             | (?)          |
| 1657 – 1662 | Partenio IV                             | (?)          |
| 1662 – 1665 | Dionisio III                            | (?)          |
| 1665 – 1667 | Partenio IV (2.º período)               | (?)          |
| 1667        | Clemente                                | (?)          |
| 1668 – 1671 | Metodio III                             | (?)          |
| 1671        | Partenio IV (3.er período)              | (?)          |
| 1671 – 1673 | Dionisio IV, el Musulmán                | (?)          |
| 1673 – 1674 | Gerásimo II                             | (?)          |
| 1675 – 1676 | Partenio IV (4.º período)               | (?)          |
| 1676 – 1679 | Dionisio IV, el Musulmán (2.º período)  | (?)          |
| 1679        | Atanasio IV                             | (?)          |
| 1679 – 1682 | Jaime                                   | (?)          |
| 1682 – 1684 | Dionisio IV, el Musulmán (3.er período) | (?)          |
| 1684 – 1685 | Partenio IV (5.º período)               | (?)          |
| 1685 – 1686 | Jaime (2.º período)                     | (?)          |
| 1686 – 1687 | Dionisio IV, el Musulmán (4.º período)  | (?)          |
| 1687 – 1688 | Jaime (3.er período)                    | (?)          |
| 1688        | Calínico II                             | (?)          |
| 1688        | Neófito IV                              | (?)          |
| 1688 – 1693 | Calínico II (2.º período)               | (?)          |
| 1693 – 1694 | Dionisio IV, el Musulmán (5.º período)  | (?)          |
| 1694 – 1702 | Calínico II (3.er período)              | (?)          |

#### SigloXVIII
| Patriarcado | Nombre                     | Comentarios |
| ----------- | -------------------------- | ----------- |
| 1702 – 1707 | Gabriel III                | (?)         |
| 1707        | Neófito V                  | (?)         |
| 1707 – 1709 | Cipriano I                 | (?)         |
| 1709 – 1711 | Atanasio V                 | (?)         |
| 1711 – 1713 | Cipriano I (2.º período)   | (?)         |
| 1713 – 1714 | Timoteo II                 | (?)         |
| 1714 – 1716 | Cosme III                  | (?)         |
| 1716 – 1726 | Jeremías III               | (?)         |
| 1726 – 1732 | Paisio II                  | (?)         |
| 1732 – 1733 | Jeremías III (2.º período) | (?)         |
| 1733 – 1734 | Serafin I                  | (?)         |
| 1734 – 1740 | Neófito VI                 | (?)         |
| 1740 – 1743 | Paisio II (2.º período)    | (?)         |
| 1743 – 1744 | Neófito VI (2.º período)   | (?)         |
| 1744 – 1748 | Paisio II (3.er período)   | (?)         |
| 1748 – 1751 | Cirilo V                   | (?)         |
| 1752 – 1757 | Cirilo V (2.º período)     | (?)         |
| 1757        | Calínico III               | (?)         |
| 1757 – 1761 | Serafín II                 | (?)         |
| 1761 – 1763 | Juanicio III               | (?)         |
| 1763 – 1768 | Samuel I                   | (?)         |
| 1769        | Melecio II                 | (?)         |
| 1769 – 1773 | Teodosio II                | (?)         |
| 1773 – 1774 | Samuel I (2.º período)     | (?)         |
| 1774 – 1780 | Sofronio II                | (?)         |
| 1780 – 1785 | Gabriel IV                 | (?)         |
| 1785 – 1789 | Procopio I                 | (?)         |
| 1789 – 1794 | Neófito VII                | (?)         |
| 1794 – 1797 | Gerásimo III               | (?)         |
| 1797 – 1798 | Gregorio V                 | (?)         |
| 1798 – 1801 | Neófito VII (2.º período)  | (?)         |

#### SigloXIX
| Patriarcado | Nombre                    | Comentarios                                                                                    |
| ----------- | ------------------------- | ---------------------------------------------------------------------------------------------- |
| 1801 – 1806 | Calínico IV               | (?)                                                                                            |
| 1806 – 1808 | Gregorio V (2.º período)  | (?)                                                                                            |
| 1808 – 1809 | Calínico IV (2.º período) | (?)                                                                                            |
| 1809 – 1813 | Jeremías IV               | (?)                                                                                            |
| 1813 – 1818 | Cirilo VI                 | (?)                                                                                            |
| 1818 – 1821 | Gregorio V (3.er período) | Ahorcado el día de Pascua de Resurrección por orden del sultán otomano Mahmut II               |
| 1821 – 1822 | Eugenio II                | (?)                                                                                            |
| 1822 – 1824 | Antimo III                | (?)                                                                                            |
| 1824 – 1826 | Crisanto I                | (?)                                                                                            |
| 1826 – 1830 | Agatángelo I              | (?)                                                                                            |
| 1830 – 1834 | Constancio I              | Durante su episcopado la Arquidiócesis de Atenas se independiza de la Sede de Constantinopla   |
| 1834 – 1835 | Constancio II             | (?)                                                                                            |
| 1835 – 1840 | Gregorio VI               | (?)                                                                                            |
| 1840 – 1841 | Antimo IV                 | (?)                                                                                            |
| 1841 – 1842 | Antimo V                  | (?)                                                                                            |
| 1842 – 1845 | Germano IV                | (?)                                                                                            |
| 1845        | Melecio III               | (?)                                                                                            |
| 1845 – 1848 | Antimo VI                 | (?)                                                                                            |
| 1848 – 1852 | Antimo IV (2.º período)   | Se reconoce oficialmente la autocefalía de la Arquidiócesis de Atenas                          |
| 1852 – 1853 | Germano IV (2.º período)  | (?)                                                                                            |
| 1853 – 1855 | Antimo VI (2.º período)   | (?)                                                                                            |
| 1855 – 1860 | Cirilo VII                | (?)                                                                                            |
| 1860 – 1863 | Joaquín II                | (?)                                                                                            |
| 1863 – 1866 | Sofronio III              | Con posterioridad fue patriarca de Alejandría con el título de Sofronio IV.                    |
| 1867 – 1871 | Gregorio VI (2.º período) | (?)                                                                                            |
| 1871 – 1873 | Antimo VI (3.er período)  | Durante su episcopado la Arquidiócesis de Bucarest se independiza de la Sede de Constantinopla |
| 1873 – 1878 | Joaquín II (2.º período)  | (?)                                                                                            |
| 1878 – 1884 | Joaquín III               | (?)                                                                                            |
| 1884 – 1887 | Joaquín IV                | Se reconoce oficialmente la autocefalía del Patriarcado de Bucarest y toda Rumanía             |
| 1887 – 1891 | Dionisio V                | (?)                                                                                            |
| 1891 – 1894 | Neófito VIII              | (?)                                                                                            |
| 1895 – 1897 | Antimo VII                | (?)                                                                                            |
| 1897 – 1901 | Constantino V             | (?)                                                                                            |

#### SigloXX
| Patriarcado     | Nombre                    | Comentarios |
| --------------- | ------------------------- | --- |
| 1901 –1912      | Joaquín III (2.º período) | (?) |
| 1913 – 1918     | Germano V                 | (?) |
| 1918 – 1921     | Trono patriarcal vacante  | (?) |
| 1921 – 1923     | Melecio IV                | Se disuelve el Imperio Otomano, Se reconoce oficialmente la autocefalía del Patriarcado de Serbia. La Arquidiócesis de Tirana y toda Albania se independiza de la Sede de Constantinopla. Ocurre un cisma arzobispal, que luego es apoyado por un grupo de monjes "athonitas" de la Iglesia, a causa de la renovación del calendario eclesiástico ortodoxo este grupo se conocería luego como el vetero-calendarismo griego, o sencillamente "cristianos ortodoxos genuinos" |
| 1923 – 1924     | Gregorio VII              | (?) |
| 1924 – 1925     | Constantino VI            | Exiliado de la sede patriarcal en Estambul, de la recientemente creada República de Turquía. |
| 1925 – 1929     | Basilio III               | (?) |
| 1929 – 1936     | Focio II                  | (?) |
| 1936 – 1946     | Benjamín I                | Se reconoce oficialmente la autocefalía de la Arquidiócesis de Tirana y toda Albania |
| 1946 – 1948     | Máximo V                  | (?) |
| 1948 – 1972     | Atenágoras I              | Se reunió con el papa Pablo VI siendo la primera vez que un patriarca se reúne con un papa desde 1439 |
| 1972 – 1991     | Demetrio I                | (?) |
| 1991 – presente | Bartolomé I               | En 2006 el entonces papa Benedicto XVI hizo una visita pastoral a Turquía donde se reunieron los dos en la Catedral patriarcal de San Jorge. Años después, se reunió con el papa Francisco y con el papa León XIV. |

## Otros patriarcas de Constantinopla
Llevan el título de patriarca de Constantinopla los obispos armenios de esta ciudad (miafisistas). Este patriarcado data del año 1461. (Ver Patriarcado Armenio de Constantinopla)
Por otra parte, a partir de la Cuarta Cruzada y el saqueo de Constantinopla por los cruzados en 1204; fue creado por el papa el Patriarcado Latino de Constantinopla; lo que causó el alejamiento terminante y la animadversión del Patriarcado Ortodoxo de Constantinopla con respecto a la cristiandad latina. Por esta razón, este título fue formalmente abolido por el papa en 1965.